# Эшборн — Франкфурт U23 2024
59-й выпуск  Эшборн — Франкфурт U23 — шоссейной однодневной велогонки по дорогам в Германии. Гонка прошла 1 мая 2024 года в рамках Европейского тура UCI 2024. Победу одержал нидерландский велогонщик Вессел Моурис.

## Участники
На участие в гонке заявлено 26 команд.
| UCI ProTeam- VF Group-Bardiani CSF-Faizané UCI Continental Teams (17)- Hagens Berman Jayco - Team Storck-Metropol Cycling - ColoQuick - Wanty-Re Uz-Technord - Santic-Wibatech - Airtox-Carl Ras - BHS-PL Beton Bornholm - P&S Metalltechnik Benotti - Rad-Net Oßwald - Rembe Pro Cycling Team Sauerland - Lotto Kern-Haus PSD Bank - Bike Aid - Bingoal WB Devo Team - Arkéa-B&B Hôtels Continentale - Team Ecoflo Chronos - Sava Kranj Cycling - Motala AIF Serneke Allebike Национальные сборные (4)- Люксембург U23 - Австрия U23 - Польша U23 - Швейцария U23 Любительские, клубные или региональные команды (3)- MaxSolar Cycling Team - Team Ringerikskraft - Ukraine Cycling Academy |
| |

## Маршрут
Дистанция гонки составила почти 130 километров.

## Ход гонки
В спринте Вессел Моурис был быстрее двух датчан по фамилии Хансен: Петера Оксенберга Хансена и Александра Арнта Хансена. Вместе с последним Моурис вырвался вперёд, после чего на последней прямой присоединилась группа из пяти человек. Благодаря сильному спринту Моурису все же удалось одержать победу и опередить преследователей.

## Результаты
| \| Генеральная классификация \| Генеральная классификация \| Генеральная классификация \| Генеральная классификация \| Генеральная классификация \| \| Гонщик \| Гонщик \| Команда \| Время \| \| \| ------------------------- \| ------------------------- \| -------------------------- \| ------------------------- \| ------------------------- \| \| 1-й \| Wessel Mouris \| Metec-Solarwatt p/b Mantel \| 3ч 09' 17 \| \| \| 2-й \| Peter Øxenberg Hansen \| ColoQuick \| + 0 \| \| \| 3-й \| Александр Хансен \| Airtox-Carl Ras \| + 0 \| \| |                       |                            |           |
| |                       |                            |           |
| Источник: ProCyclingStats |                       |                            |           |
| Генеральная классификация |                       |                            |           |
| Гонщик | Гонщик                | Команда                    | Время     |
| 1-й | Wessel Mouris         | Metec-Solarwatt p/b Mantel | 3ч 09' 17 |
| 2-й | Peter Øxenberg Hansen | ColoQuick                  | + 0       |
| 3-й | Александр Хансен      | Airtox-Carl Ras            | + 0       |